# Franklin Murphy
Franklin Murphy (Jersey City (New Jersey), 3 januari 1846 - Palm Beach (Florida), 24 februari 1920) was een Amerikaans politicus voor de Republikeinse Partij. Tussen 1902 en 1904 was hij gouverneur van de staat New Jersey. Hij stichtte de Murphy Varnish Company in Newark (New Jersey).

## Dienst in de Amerikaanse burgeroorlog
Murphy werd geboren in Jersey City, New Jersey. Hij ging naar de Newark Academy toen de Amerikaanse Burgeroorlog uitbrak. In juli 1862 trad hij toe tot het leger van de noordelijke staten, ook al was hij pas 16 jaar oud. Op 19 juli 1862 werd hij soldaat in compagnie A van de 13e vrijwillige infanterie van New Jersey. Hij maakte promotie: op 25 augustus 1862 werd hij korporaal, op 22 februari 1863 werd hij tweede luitenant en op 24 februari 1864 werd hij eerste luitenant. Zijn regiment vocht in de slagen bij Antietam, Chancellorsvile, Gettysburg, de Atlanta Campagne, in "Shermans Mars naar de Zee", en Bentonville. Op 8 juni 1865 werd Murphy eervol ontslag verleend.

## Politieke loopbaan
Murphy was actief voor de Republikeinse Partij. Tussen 1883 en 1886 was Murphy lid en enige tijd voorzitter van de gemeenteraad van Newark. Hij werd in 1885 gekozen als lid van het parlement van New Jersey. Hij overzag onder meer de aanleg van parken in Essex County. President William McKinley benoemde Murphy tot commissaris op de wereldtentoonstelling van 1900 in Parijs.
In 1901 werd Murphy gouverneur van New Jersey. Hij versloeg zijn Democratische rivaal James M. Seymour met 183.814 stemmen tegen 166.681. Als gouverneur, tussen 1902 en 1905, probeerde hij de Square Deal van president Theodore Roosevelt op kleine schaal toe te passen door progressief beleid, zoals verbeterde wetgeving tegen kinderarbeid. De grondwet van New Jersey stond het Murphy niet toe zichzelf op te volgen, dus hij droeg zijn ambt aan het eid van zijn termijn over aan Edward C. Stokes.

## Leven na het gouverneurschap
Nadat hij zijn ambt verlaten had bleef Murphy voor de rest van zijn leven betrokken bij de Republikeinse Partij in New Jersey. Hij was vijf maal de afgevaardigde van New Jersey op de Republikeinse Nationale Conventie. In 1908 was hij zelfs kandidaat om vicepresidentskandidaat bij de aankomende verkiezingen te worden, onder William Howard Taft. Deze positie ging echter naar James S. Sherman uit New York. Murphy was twintig jaar lang voorzitter van de Republikeinse Partij in New Jersey.
Hij overleed op 74-jarige leeftijd in Palm Beach, Florida, en werd begraven in Newark (New Jersey).